# Kommissar Moulin
Kommissar Moulin (Originaltitel: Commissaire Moulin) ist eine französische Fernsehkrimiserie, die von 1976 bis 2006 produziert wurde. Der von Yves Rénier gespielte Titelheld Jean-Paul Moulin ist ein moderner Ermittler der Police judicaire (Kriminalpolizei). Er verachtet Heuchler, Opportunisten und Bürokraten, und geht bei seinen Ermittlungen unkonventionell vor. Dies drückt sich auch in seiner Kleidung aus: Anfangs trägt er noch einen seriösen, grauen Anzug, tauscht diesen später aber gegen Jeans und einen schwarzen Lederblouson, der zu seinem Markenzeichen avanciert.
Moulin beginnt seine Karriere als Commissaire de police (Kriminalrat), um im Laufe der Zeit bis zum Commissaire divisionnaire (Kriminaldirektor) aufzusteigen. Eine ähnliche Karriere absolviert Moulins Stellvertreter, Inspecteur de police (Kriminaloberkommissar) Pierre Guyomard, der es bis zum Commandant (etwa: Erster Kriminalhauptkommissar) bringt. In der deutschen Synchronfassung wird Moulins Rang allerdings durchgehend als Kommissar übersetzt, jener von Guyomard als Inspektor.
In den Folgen, die Spielfilmlänge haben, wirkten bekannte Stars mit, wie Michel Auclair, Claude Jade, Raymond Pellegrin, Philippe Leroy, Michel Creton, Johnny Hallyday und Mathieu Carrière.
Das DDR-Fernsehen strahlte die ersten Staffeln der Serie in den 1980er Jahren aus. In Spielfilmlänge liefen die Folgen "À la carte", "Angst",  "Bumerang", "Der Ausrutscher", "Der Chef", "Die Freundin aus der Kindheit", "Doppelgänger", "Ein Ritt durch den Wald", "Geisterspiele", "Karate", "Masken", "Netze", "Rivalen", "Teufelschwingen" und "Wie ein Maikäfer auf dem Rücken".
In den 1990er Jahren wurden weitere Folgen von Kommissar Moulin in Deutschland vom Fernsehsender VOX ausgestrahlt. Dabei wurde dieser gelegentlich als „französischer Schimanski“ bezeichnet.

## Bekannte Gaststars (Auswahl)
- Jean-Claude Dauphin (Bernard Deffoux, Ricochets, 1976)
- Sophie Barjac (Joëlle, Ricochets, 1976)
- Pierre Vernier (Jacques Frémont, La peur des autres, 1976)
- Paul Crauchet (Cassius, Choc en retour, 1976)
- Tsilla Chelton (Moulins Tante, Petite hantise, 1977)
- Bernard Alane (Richter, Marée basse, 1977)
- Michel Auclair (Commissaire Kirs, Affectation spéciale, 1977)
- Véronique Jannot (Corinne, Intox, 1978)
- Jean Benguigui  (Max, Intox, 1979)
- Olga Georges-Picot (Cécile, Fausse note, 1978)
- Michèle Baumgartner (Rom, Les brebis egarées, 1979)
- Jean-Pierre Castaldi (José, Les brebis egarées, 1979)
- Lorraine Bracco (Jenny, Le transfuge, 1980)
- Claude Jade (Isabelle Mencier, L'amie d’enfance, 1981)
- Philippe Nahon (Pillette, L’amie d’enfance, 1981)
- Hans Meyer (Assassin, L’amie d’enfance, 1981)
- Raymond Pellegrin (Neubauer, La bavure, 1981)
- Paul Le Person (Pierre Chartier, Le Patron, 1982)
- Philippe Laudenbach (Valeri, Le Patron, 1982)
- Élisabeth Wiener (Anne Loven, Une promenade en fôret, 1982)
- Dominique Paturel (Toscane, Une promenade en fôret, 1982)
- Nelly Benedetti (Sylvie Callot, Une promenade en fôret, 1982)
- Gilles Segal (Jean Caradec, Un hanneton sur le dos, 1982)
- Robert Etcheverry (Manuel Coeixera, Courvée de bois, 1989)
- Bruno Pradal (Bertrand, Match nul, 1990)
- Charles Gérard (Mario, Bras d’honneur, 1990)
- Dani (Momos Mutter, Non-assistance à personne en danger, 1992)
- Jean-Pierre Bisson (Momos Stiefvater, Non-assistance à personne en danger, 1992)
- François Levantal (Franck, Les zombies, 1992)
- Jean-Pierre Malo (Mirko, Le Simulateur, 1992)
- Jacques Dacqmine (Cattoire, L... comme Lennon, 1992)
- Franck de la Personne (Gilles Lecourbe, Syndrome de menace, 1993)
- Philippe Leroy (Fabian, Syndrome de ménace, 1993)
- Viktor Lazlo (Marie, Mort d'un officier de police, 1994)
- Olivier Marchal (Le chat, Mort d’un officier de police, 1994, Vava, „Serial Killer“, 1999)
- Jean-Pierre Kalfon (Le récidiviste, 1994)
- Tristan Calvez (Laurent Leguen, Illégitime défense, 1995)
- Michel Creton (Louis, Silence radio, 1998)
- Mike Marshall (Machard, Une protection très rapprochée, 2000)
- François Dunoyer (Staub, Au nom des enfants, 2001)
- Roger Dumas (Ferrandini, Un flic sous influence, 2001)
- Étienne Chicot (Guy Giuliani Série noire, 2003)
- Anthony Delon (Hugo Arragio, Bandit d’honneur, 2004)
- Christopher Buchholz (Gérard Brovinsky, Un coupable trop parfait, 2005)
- Patrick Fierry (Maurice Guibert, Le sniper, 2005)
- Cécile Pallas (Catherine Garnier, Le sniper, 2005)
- Jean-Yves Berteloot (Pierre Sébastien, Sous pression, 2005)
- Johnny Hallyday (William Torrano, Kidnapping, 2005)
- Xavier Deluc (Veraghen, „Kidnapping“, 2005)
- Jean-François Stévenin (Jacques Mirvin, Kidnapping, 2005)
- Babsie Steger (Fidèle, La pente raide, 2005)
- Christian Vadim (Paul Guersant, Le profil de tueur, 2006)
- Paul Barge (M. Boistard, La promesse, 2006)
- Mathieu Carrière (Michel Léobard, La dernière affaire, 2006)